# 노키아 8210

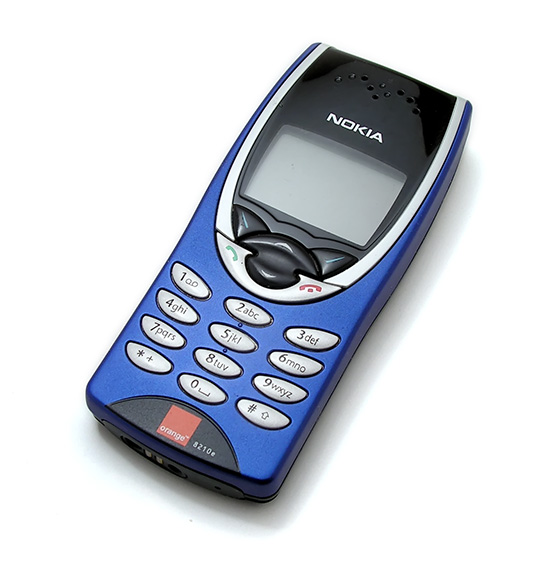
노키아 8210

노키아 8210은 1999년 출시된 노키아의 바형 휴대전화이다. 주 특징은 디자인과 교체 가능한 Xpress-on 커버이다. 노키아에서 제작한 커버는 총 6가지 색상이 있었으며, 다른 회사에서 제작한 커버도 많이 있다.

## 파생형

### GSM
8250과 8290은 GSM을 지원한다. 노키아 8250은 아시아 시장에 출시되었고, 살짝 디자인을 바꾸었고 파란 백라이트를 사용한다. 8290은 GSM 1900MHz만 지원하는 북아메리카 시장용 모델이다.

### TDMA/AMPS
8260은 8290을 기반으로 하여, 북아메리카에서 사용하는 IS-136 TDMA/AMPS 기반으로 출시한 제품이다. 8290에 비해서 살짝 무거우며, 8290에 있는 기능 중 음성 다이얼과 적외선이 빠졌고, 공식적으로 커버 교체를 지원하지 않는다. 8265는 8260의 디자인만 살짝 교체하였으며, 그림 메시징과 흰 백라이트를 추가하였다. 8265i는 파란 백라이트를 사용하며 WAP 브라우저가 추가되었다.

### CDMA
8270은 아시아 지역에 출시된 8250과 비슷한 디자인의 CDMA 모델이며, CDMA 1800/1900MHz를 지원한다. 8250처럼 파란 백라이트를 사용하지만 적외선 포트를 지원하지 않는다. 대한민국에는 LG텔레콤을 통하여 8277로 출시되었다.

## 기능
총 250명까지 연락처를 저장할 수 있으며, SIM 카드에도 저장할 수 있다. 총 50개까지의 일정을 저장할 수 있다. 1번 음성 사서함을 제외한 8개까지 단축 다이얼을 지정할 수 있으며, 음성 다이얼도 지원한다. 착신 전환 기능도 지원한다. 많은 유럽 언어 입력 및 예측 입력을 지원하는 SMS가 내장되어 있다. 일부 모델은 MMS를 지원한다. 적외선 포트를 통하여 컴퓨터나 프린터와 통신할 수 있다. 다른 휴대폰과 연락처를 교환하거나, 스네이크 게임을 즐길 수도 있다.
배터리 포함 79g이며, 가로 44.5mm, 세로 101.5mm, 두께 17.4mm이다. 모델에 따라 다르며, 기본적으로는 녹색 액정 백라이트와 키패드 백라이트를 사용한다. 사이드 버튼을 사용하여 음량을 조정할 수 있다. 노키아 8210은 GSM 900/1800과 EGSM 900 대역을 지원하며, 모델에 따라서 지원하는 대역이 다르다. 메모리, 스네이크, 로직, 회전 게임이 탑재되어 있다.

## 대중 문화
- 영화 《찰리의 천사》에서 캐머론 디아즈, 드루 배리모어, 루시 리우는 각각 흰색, 빨간색, 검은색 8210을 사용하였다.
- 액션 영화 《소 클로즈》에서 노키아 8210, 6210, 9210i가 등장하였다.
- 재키 챈의 《액시덴털 스파이》(2001년)에서 은색 노키아 8210이 등장하였다.
- 영국 시트콤 《앱솔루틀리 패뷸러스》의 시즌 4에서 노키아 8210이 등장하였다. 에드나가 전화 소리를 듣지만 어디에서 울리는지 눈치채지 못했다. 팻시는 휴대폰의 작은 크기 때문에 작은 신발로 생각하였다가, 나중에 전화기임을 알고는 받았다.